# Albrecht I. (HRR)

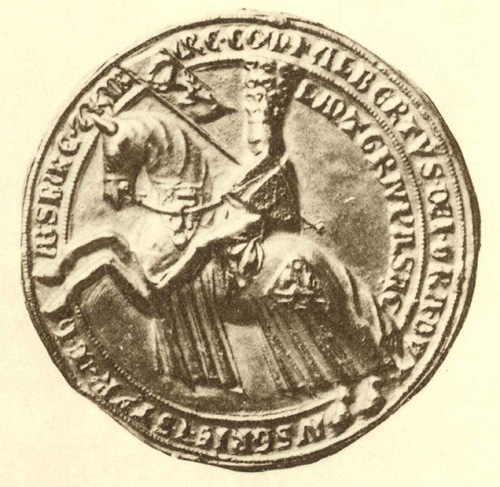
Reitersiegel Albrechts I.

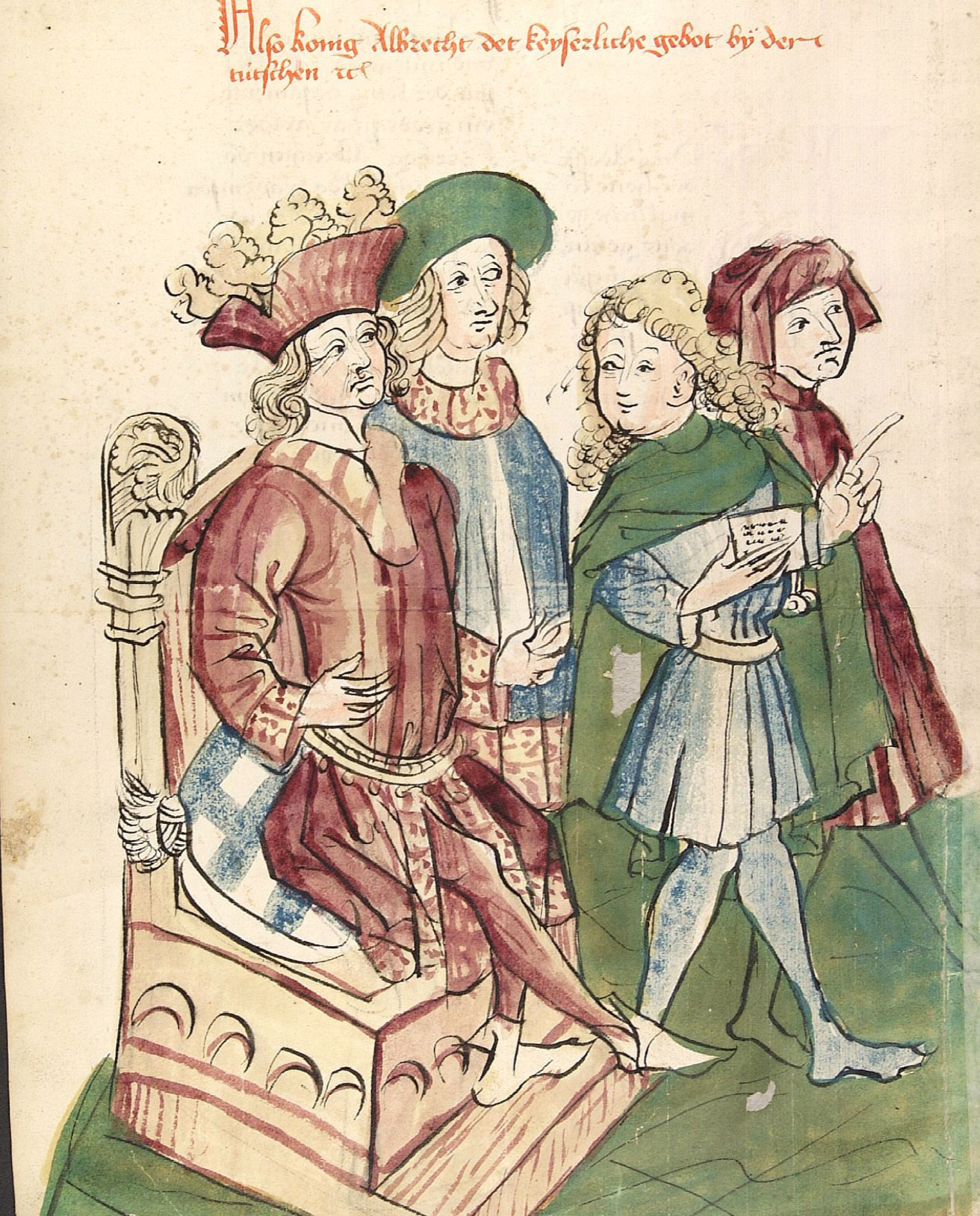
König Albrecht schickt wegen seiner Kaiserkrönung einen Boten zu Papst Bonifatius (nicht zeitgenössische Darstellung, um 1450)

Albrecht V. Graf von Habsburg (* Juli 1255 in Rheinfelden; † 1. Mai 1308 in Königsfelden bei Brugg), war ab 1282 als Albrecht I. Herzog von Österreich, von Steiermark und von Krain sowie Herr der Windischen Mark sowie ab 1298, ebenfalls als Albrecht I., römisch-deutscher König aus dem Haus Habsburg. Auf seine Anordnung hin wurde das Habsburger Urbar begonnen.

## Leben

### Werdegang bis zur Königswahl von 1298

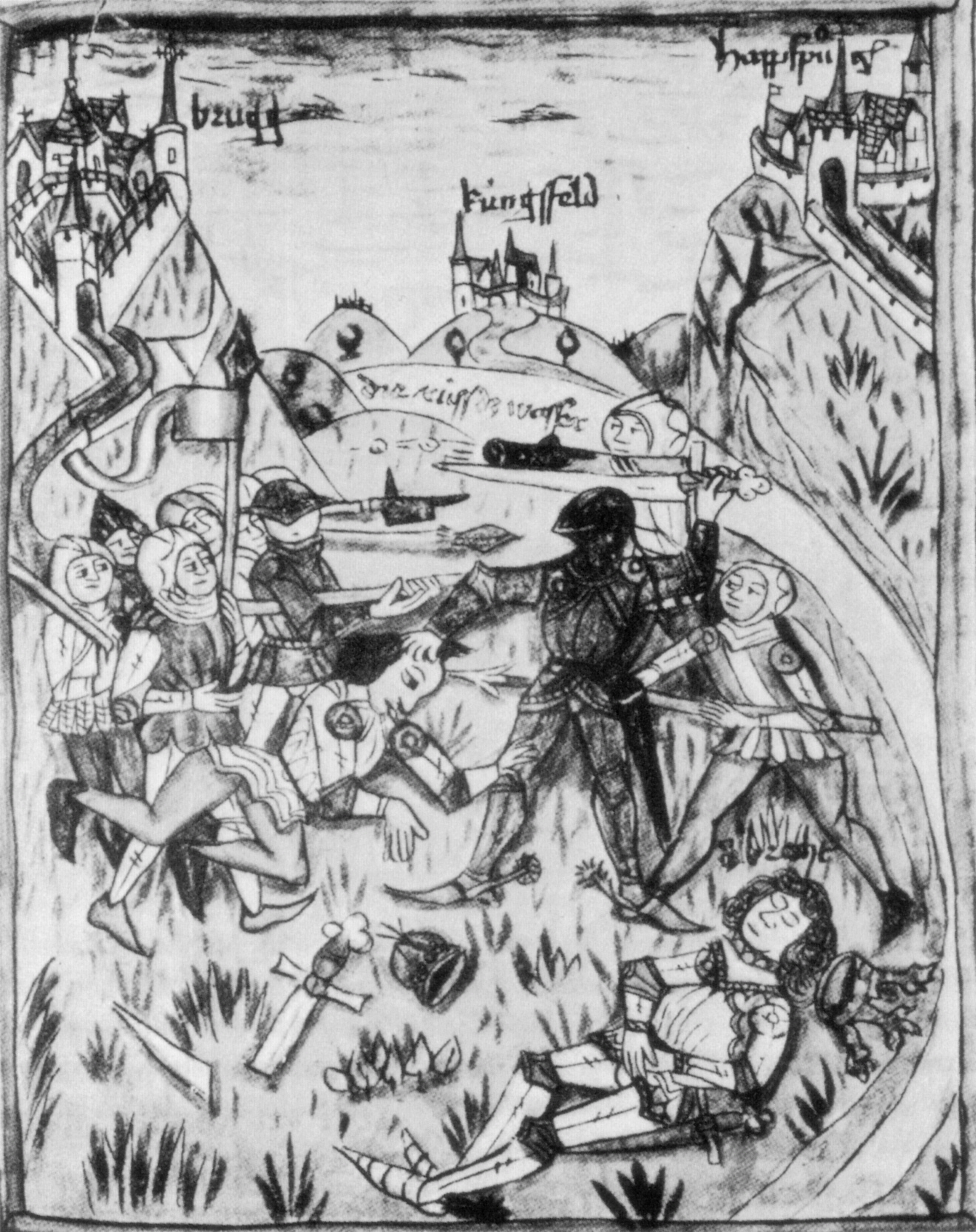
Die Ermordung Albrechts 1308 in Königsfelden

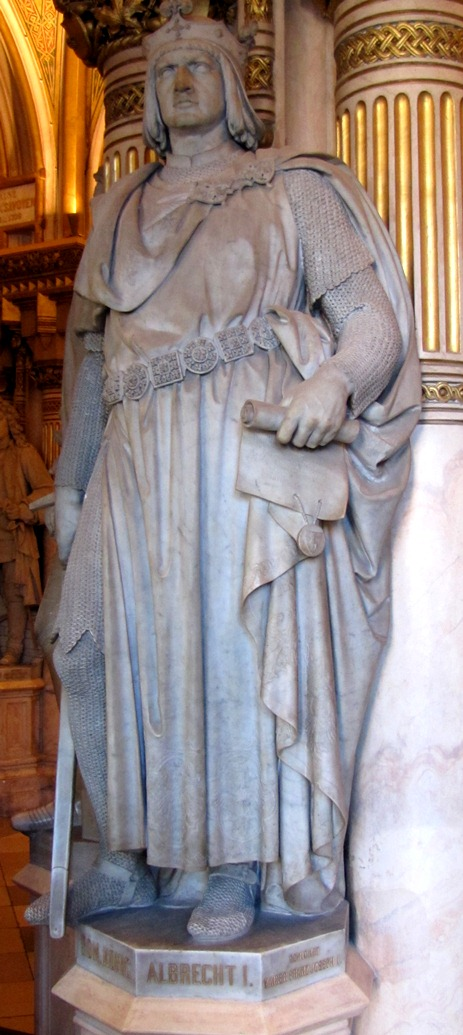
Statue im Heeresgeschichtlichen Museum

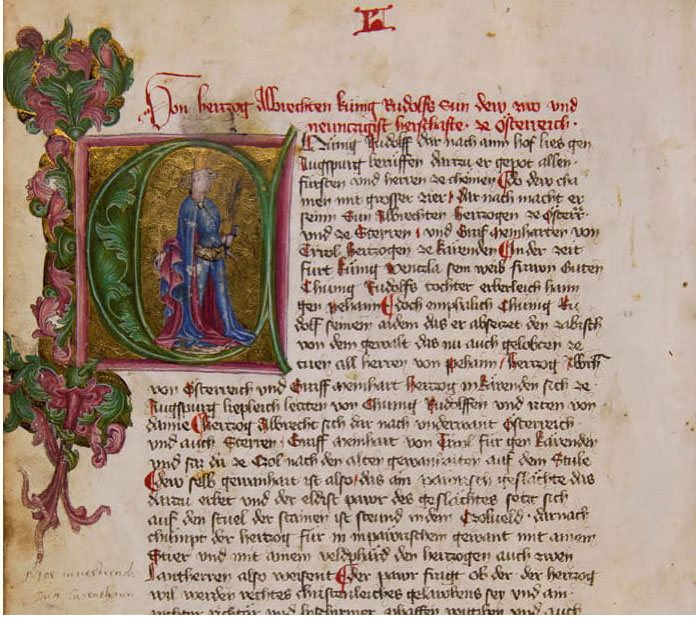
Der Ausschnitt aus der anonym überlieferten Chronik der 95 Herrschaften, die zwischen 1349 und 1394 entstanden ist, zeigt entweder König Rudolf I. von Habsburg oder König Albrecht I. von Habsburg. Innsbruck, Universitäts- und Landesbibliothek Tirol, Cod. 255, fol. 65v.

Albrecht I. war der erste ehelich geborene und somit ältester legitimer Sohn des römisch-deutschen Königs Rudolf I. von Habsburg aus dessen erster Ehe mit Gertrud Anna von Hohenberg († 1281); sein älterer Halbbruder Albrecht von Schenkenberg, der von seinem Vater die Grafschaft Löwenstein erhielt, war unehelich geboren. Seine Wahlsprüche waren “Fugam victoria nescit” (deutsch: „Der Sieg kennt keine Flucht“) und “Quod optimum idem jucundissimum” (deutsch: „Das Beste ist das Angenehmste“).
Er amtierte ab 1273 als Landgraf in der Landgrafschaft Oberelsass. Nach dem 1278 erfolgten Sieg in der Schlacht auf dem Marchfeld über König Ottokar Přemysl von Böhmen wurde er von seinem Vater im Mai 1281, als dieser das eroberte Wien wieder verließ, als Reichsverweser über die Reichslehen Herzogtum Österreich und Herzogtum Steiermark eingesetzt. Das Amt war in den Wirren des Österreichischen Interregnums seit Juni 1278 vakant gewesen, weil der Wittelsbacher Heinrich XIII. von Bayern zum Feind übergelaufen war.
Am 17. Dezember 1282, beim Reichstag von Augsburg, wurde er zusammen mit seinem Bruder Rudolf als Herzog von Österreich und Steiermark und bereits ein Jahr später am 1. Juni 1283 in der Rheinfeldener Hausordnung alleine in diese Rechte eingesetzt. Rudolf sollte dafür mit anderen Territorien in Südwestdeutschland entschädigt werden, was aber bis zu dessen Tod 1290 nicht geschah. Mit seiner Politik des Zurückdrängens der einheimischen Geschlechter durch seine schwäbische Klientel, vor allem der Herren von Walsee, machte Albrecht sich sehr schnell unbeliebt. 1291/92 kam es deswegen bereits in der Steiermark zum Aufstand des Landsberger Bundes, gegen den sich Albrecht rasch durchsetzen konnte; 1295 erhob sich auch der österreichische Adel. Auch in Wien blieb Ottokar Přemysl lange Zeit viel populärer – nicht zuletzt der Wirtschaftsbeziehungen in den böhmischen Raum wegen. Immerhin bekam Wien 1296 ein neues Stadtrecht.
Rudolf I. versuchte, Albrecht noch zu seinen eigenen Lebzeiten zum Mitkönig zu erheben, um die Königswürde im Haus Habsburg erblich zu machen. Das ließen die Kurfürsten, insbesondere der Pfalzgraf und die geistlichen Kurfürsten, jedoch nicht zu. 1290 wollte Rudolf seinen Sohn auf den Thron Ungarns setzen, das nach der Ermordung Ladislaus’ IV. als heimgefallenes Lehen angesehen wurde, doch sein Tod 1291 vereitelte diesen Plan.
Als Rudolfs Nachfolger wurde 1292 Adolf von Nassau zum neuen römisch-deutschen König gewählt. In den folgenden Jahren griff Albrecht kaum in die Reichspolitik ein, da ihn Aufstände verschiedener Adliger in seinen österreichischen Ländern banden. Im Jahr 1295 zog er sich eine schwere Vergiftung zu, deren Grund ungeklärt blieb. Möglicherweise hatte die Küche leicht verdorbene Lebensmittel verarbeitet, oder ein Attentäter hatte Gift unter die Speisen gemischt. Jedenfalls brach Albrecht unter Krämpfen zusammen. Seine Ärzte gaben ihm abführende Mittel. Nachdem die Koliken ärger geworden waren, verlor er sein Bewusstsein und angesichts des befürchteten Todes wurde er an beiden Beinen verkehrt aufgehängt, so dass das Gift aus dem Körper fließen könne. Der Patient überlebte zwar diese Prozedur, jedoch wurde ein Auge dabei zerstört.

### Römisch-deutscher König
Als Adolf 1298 wieder abgesetzt worden war, wurde Albrecht am 23. Juni 1298 als dessen Nachfolger zum deutschen König gewählt. In der Ritterschlacht von Göllheim (Schlacht am Hasenbühel) am 2. Juli 1298 fiel Adolf im Kampf gegen den Habsburger. Am 27. Juli wurde Albrecht ein zweites Mal gewählt und dann am 24. August 1298 in Aachen zum König gekrönt. Auf seinem ersten Hoftag in Nürnberg noch im selben Jahr belehnte er seine Söhne Rudolf, Friedrich den Schönen und Leopold den Glorwürdigen mit Österreich und der Steiermark.
Durch eine Heiratsverbindung mit Frankreich erreichte Albrecht I. Frieden mit Philipp IV. dem Schönen, mit dem er zuvor wegen des Grenzverlaufs im Streit lag. Auch im Streit um die Herrschaft über Polen erzielte Albrecht eine Einigung mit Wenzel II. (Václav) von Böhmen: Der böhmische König fügte die wichtigsten Teile des kürzlich erst wiedererstandenen, nun auf ein Neues zerfallenen Königreiches in sein Territorium ein, erkannte aber die Lehnshoheit Albrechts an. Gegner der ausgreifenden habsburgischen Macht blieben dagegen die rheinischen Kurfürsten sowie zunächst Papst Bonifatius VIII. Die päpstliche Approbation erlangte er erst 1303 gegen weitreichende Zugeständnisse, welche die Macht des Königs vor allem in Italien empfindlich einschränkten und als Untertaneneid gegenüber dem Papsttum hätte verstanden werden können. Die von Bonifatius angebotene Kaiserkrönung lehnte Albrecht jedoch ab. Sein Kanzler war Johann von Straßburg, Fürstbischof von Eichstätt und Straßburg. 1303 begründete Albrecht das Kloster Königsbronn.
1304 zogen Albrecht und sein Sohn Rudolf gemeinsam gegen Wenzel II., der nach dem Tod Andreas III. (András der Venetianer) seinen Sohn Wenzel III. zum ungarischen König gemacht hatte. Da der Papst aber gerne mit dem neapolitanischen Prinzen Karl Robert einen weiteren Italiener auf dem ungarischen Thron gesehen hätte, bat er Albrecht um Hilfe. Albrecht stellte seltsamste Forderungen an Wenzel. Als dieser sie nicht erfüllte, wurde über ihn die Reichsacht verhängt. Wenzel überführte daraufhin die ungarischen Kronjuwelen von Ofen nach Prag. Auf dem folgenden Feldzug belagerten Albrecht und Rudolf Kuttenberg (Kutná Hora, das Silberbergwerk Böhmens); ihre kumanischen Hilfstruppen begingen schreckliche Grausamkeiten im Land. Zu Beginn des Winters brach Hunger in ihrem Heer aus, und sie zogen sich zurück.
Eine politische Einigung Mitteleuropas unter der Führung der Habsburger schien zum Greifen nahe. Albrecht gelang es nach dem Tod des kinderlosen Königs Wenzel III. (4. August 1306), der nach dem Tod seines Vaters 1305 selbst König in Böhmen geworden war, seinen Sohn Rudolf als König von Böhmen zu installieren. Daraufhin rebellierten aber die böhmischen Stände und beschlossen, den König abzusetzen. Albrecht zwang sie allerdings schnell zur Anerkennung.
1307 brachte jedoch einen schweren Rückschlag für die habsburgischen Hegemonialpläne. Nach dem frühen Tod Rudolfs wurde der Meinhardinger Heinrich von Kärnten neuer böhmischer König. Im Kampf um zwei Reichslehen, der Landgrafschaft Thüringen und der Markgrafschaft Meißen verlor Albrecht zudem die Schlacht bei Lucka gegen die Söhne Albrechts des Entarteten aus dem Haus Wettin. Als König Albrecht mit einem großen Heer in das Osterland einfiel, brachten ihm die Markgrafen Dietrich IV. von der Lausitz und Friedrich I. von Meißen, die an der Spitze von bewaffneten Bürgern und Bauern sowie braunschweigischen Reiterhaufen standen, am 31. Mai 1307 eine vollständige Niederlage bei.
Im Streit um Zollstationen deutscher Fürsten griff Albrecht bald darauf hart durch, bis die Erzbischöfe und Rudolf, der Pfalzgraf bei Rhein, kapitulierten. Einer Zerschlagung des Kurkollegiums stand jedoch Papst Bonifatius im Wege. Auch die Unruhen in Schwaben, Baden, dem Elsass und der Schweiz nahmen in dieser Zeit wieder zu. Mehrere von Albrecht verkündete Landfrieden blieben wirkungslos.

### Königsmord und Nachfolge
Albrecht wurde 1308 beim heute schweizerischen Windisch, unweit seiner Stammburg, ermordet. Die Mörder waren sein Neffe Johann von Schwaben, der wegen seiner Tat den Beinamen Parricida (Vatermörder) erhielt, die Freiherren Rudolf von Wart, Rudolf von Balm, Walter von Eschenbach und Ritter Konrad von Tegerfelden. Der genaue Hergang des Mordes wird von den Chronisten unterschiedlich dargestellt. Albrecht war wohl auf dem Weg von Baden zu seiner Frau nach Rheinfelden, nach anderen Angaben nach seinem Jagdhaus in Waldshut. Am Vormittag hatte Herzog Johann auf Burg Stein – wie schon des Öfteren – sein Erbe eingefordert, was zu einem Eklat führte. Nach dem Chronisten Matthias von Neuenburg kam der erste Schwerthieb, der Albrecht den Hals durchbohrte, von seinem Neffen Johann, danach durchbohrte Rudolf von Wart ihn mit dem Schwert, während Rudolf von Balm den Schädel des Königs spaltete. Johann war der Sohn von Albrechts frühverstorbenem Bruder Rudolf II., der im Vertrag von Rheinfelden auf die Regentschaft in Österreich verzichtet hatte und Herzog von Schwaben, Elsass und dem Aargau geworden war. Nach chronikalen Berichten war die nicht geleistete Entschädigungszahlung an Johann das Hauptmotiv. Je nach Quellenlage wird auch die Erblust Johanns als Mordmotiv angegeben.

### Vergeltung
Die Burgen und Güter der Attentäter und der Angehörigen wurden zerstört. Die Mörder konnten zunächst abtauchen. Johann floh zum Papst und wurde durch  Heinrich eingekerkert, später zu Klosterhaft begnadigt. Rudolf von Wart wurde in Frankreich erkannt und an Herzog Leopold ausgeliefert und wahrscheinlich in Brugg gerädert. Sein Knecht „Rüesseli“ wurde zu Ensisheim gerädert. Rudolf von Balm versteckte sich und starb später vor Gram auf seiner zerstörten Burg Altenbüren bei Altbüron. Walther von Eschenbach gab sich in Württemberg, erst kurz vor seinem Tod, 1343 zu erkennen. Seine Burg Schnabelburg am Albis und die Burg und Stadt Eschenbach wurden 1309 zerstört (er war „nur“ dabei gewesen, vermutlich war er der Strator von Albrecht und eingeweiht). Die Witwe Albrechts und der Sohn ließen zahlreiche, auch unschuldige, Verwandte und Freunde der Attentäter hinrichten. Unter Herzog Leopold sollen allein in Fahrwangen 63 Kleinadlige in seinem Beisein geköpft worden sein. Weitere 43 in der Herrschaft Altenbüren.

### Nachfolger
Nachfolger als Herzog wurde Albrechts Sohn Friedrich der Schöne, der aber nicht die Nachfolge als König antrat. Die Königswürde ging mit Heinrich VII. an das Haus Luxemburg, wo sie – unterbrochen von den Regierungen Ludwigs des Bayern und Ruprechts von der Pfalz – bis 1437 verblieb.
König Albrecht wurde zunächst im Kloster Wettingen (in der heutigen Schweiz) bestattet. 1309 wurde sein Leichnam auf Veranlassung Heinrichs VII. nach Speyer überführt, wo er Seite an Seite mit seinem einstigen Rivalen Adolf von Nassau im Speyerer Dom beigesetzt wurde.

## Ehe und Nachkommen
Aus der 1274 in Wien geschlossenen Ehe mit Gräfin Elisabeth von Görz und Tirol (* um 1262 in München; † 28. Oktober 1313 in Königsfelden) gingen folgende Kinder hervor:
- Anna (1275/80–1326,27,28?)[13]; 1. ⚭ 1295 Hermann von Brandenburg († 1308); 2. ⚭ 1310 Heinrich VI. von Schlesien-Breslau (1294–1335)
- Agnes (1281–1364) ⚭ 1296 Andreas III. von Ungarn († 1301)
- Rudolf III. (um 1281–1307), König von Böhmen; 1. ⚭ 1300 Blanche von Frankreich (um 1285–1305); 2. ⚭ 1306 Elisabeth von Polen (1286/88–1335)
- Elisabeth (1285–1352) ⚭ 1306 Friedrich IV. von Lothringen (1282–1328)
- Friedrich I. der Schöne (1289–1330) ⚭ 1314 Elisabeth von Aragón (1300/02–1330)
- Leopold I. der Glorwürdige, Das Schwert Habsburg (1290/93–1326) ⚭ 1315 Katharina von Savoyen (um 1298–1336)
- Katharina (1295–1323) ⚭ 1316 Karl von Kalabrien (1298–1328)
- Albrecht II. der Weise oder Lahme (1298–1358) ⚭ 1324 Johanna von Pfirt (1300–1351)
- Heinrich der Sanftmütige oder Freundliche (1299–1327) Herzog von Österreich ⚭ Gräfin Elisabeth von Virneburg (um 1303–1343)
- Meinhard (um 1300–1301)
- Otto der Fröhliche (1301–1339) I. ⚭ 1325 Elisabeth von Niederbayern (um 1305–1330), II. ⚭ 1335 Anna von Luxemburg, Prinzessin von Böhmen (1323–1338)[1][14]
- Jutta (1302–1329) ⚭ 1319 Graf Ludwig VI. von Oettingen († 1346)[1]
- neun weitere Kinder des Ehepaares starben unmittelbar nach der Geburt. Sie blieben namenlos und wurden in der Dreikönigskapelle in Tulln in Niederösterreich bestattet.

## Rezeption
Durch die kaiserliche Entschließung von Franz Joseph I. vom 28. Februar 1863 wurde Albrecht I. in die Liste der „berühmtesten, zur immerwährenden Nacheiferung würdigen Kriegsfürsten und Feldherren Österreichs“ aufgenommen, zu deren Ehren und Andenken auch eine lebensgroße Statue in der Feldherrenhalle des damals neu errichteten k.k. Hofwaffenmuseums (heute das Heeresgeschichtliche Museum Wien) errichtet wurde. Die Statue wurde 1867 vom Bildhauer Johann Pertscher (1837–1872) aus Carrara-Marmor geschaffen, gewidmet wurde sie von Kaiser Franz Joseph selbst. Der Albrechtsbrunnen in Kaiserslautern entstand 1890.